# Meganoton scribae
Meganoton scribae är en fjärilsart som beskrevs av Coe Finch Austin 1911. Meganoton scribae ingår i släktet Meganoton och familjen svärmare. Inga underarter finns listade i Catalogue of Life.